# Bitch (gíria)

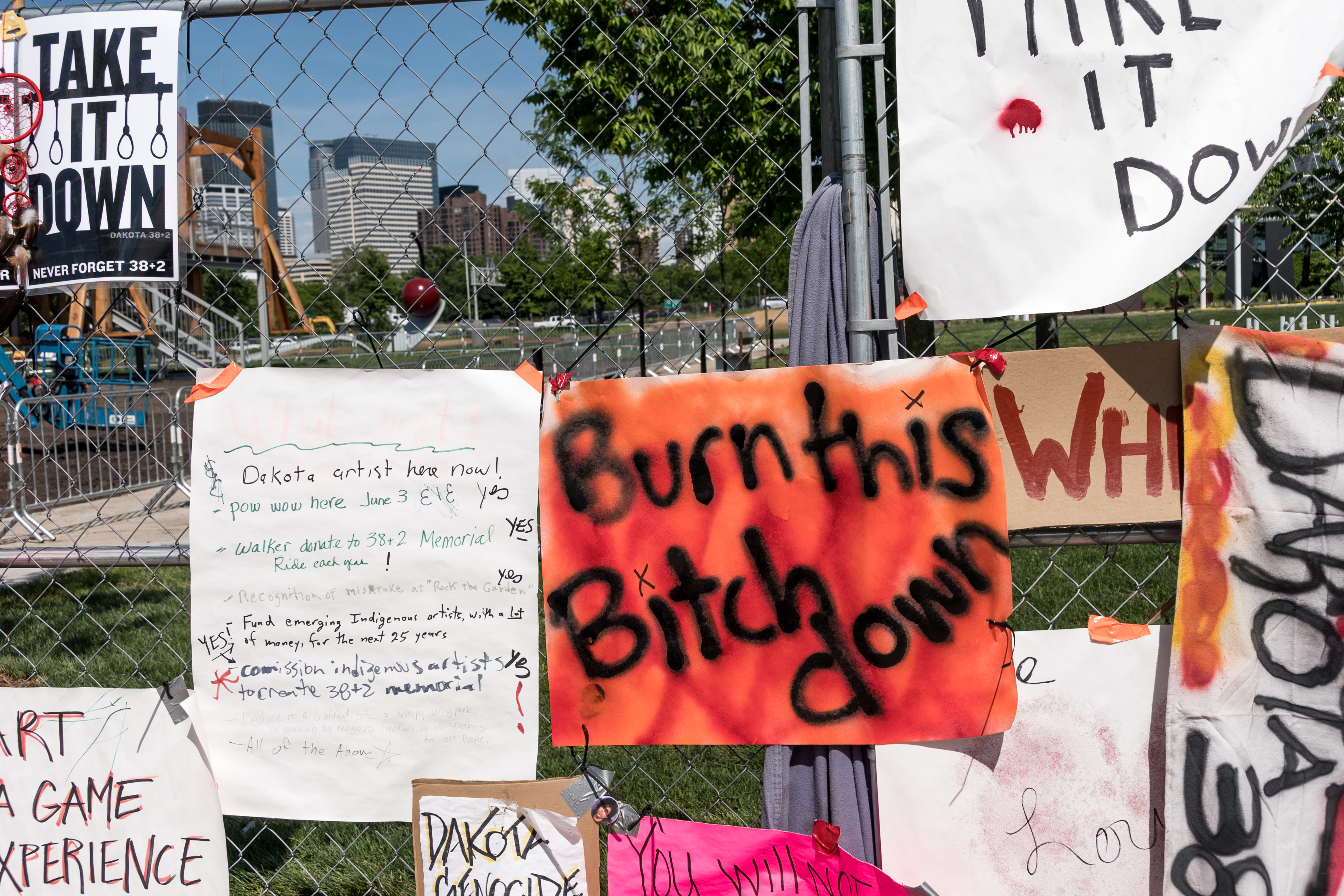
Um uso da gíria "bitch" pode ser visto no cartaz do meio da imagem, em um protesto, onde está escrito "burn this bitch down" (em português: queime essa puta)

Bitch é uma palavra da língua inglesa que significa literalmente cachorra, cadela, puta. Dentre vários significados de gíria, o mais conhecido é uma forma pejorativa usada para ofender uma pessoa, geralmente uma mulher agressiva, irracional, maliciosa e controladora. Quando usada para se referir a um homem, pode significar fraco, covarde e/ou submisso. No uso moderno, o termo bitch tem significados diferentes e, como muitas gírias, seus significados podem variar dependendo do contexto. Em um contexto feminista moderno, pode indicar uma mulher forte. O termo também pode se referir a uma pessoa ou coisa que é muito difícil, como em "Life's a bitch" (a vida é uma p...). Bitchin' surgiu na década de 1950 para descrever algo considerado legal ou radical.
Seu uso original como vulgarismo, documentado a partir do século XV, sugeria alto desejo sexual em uma mulher, comparável a uma cachorra no cio. A palavra bitch é um dos insultos mais comuns da língua inglesa. De acordo com o Dr. Timothy Jay, existem "mais de 70 xingamentos diferentes no inglês", mas em 80% das vezes apenas dez são mais usados, e bitch é um deles.